# Выглазов, Григорий Исаевич
Григорий Исаевич Выглазов (1919, Сузунский район, Сибирский край — 16 мая 1942, Ленинский район, Крымская АССР) — ефрейтор Рабоче-крестьянской Красной Армии, участник Великой Отечественной войны, Герой Советского Союза (1943).

## Биография
Родился в 1919 году в селе Шайдурово, ныне — Сузунский район Новосибирской области в крестьянской семье. После окончания школы работал в колхозе. Вместе с отцом ходил на лесной промысел, занимался охотой. В конце 1930-х годов переехал в город Ош Киргизской ССР. В 1939 году был призван на службу в Рабоче-крестьянскую Красную Армию Гульчинским районным военным комиссариатом. Проходил службу в воздушно-десантных войсках. С мая 1942 года ефрейтор Григорий Выглазов — на фронтах Великой Отечественной войны, командовал отделением парашютного батальона разведывательного отдела штаба Северо-Кавказского фронта. Отличился во время боёв на Керченском полуострове.
12-16 мая 1942 года во время стремительного наступления немецко-румынских войск в ходе операции Охота на дроф неоднократно ходил в разведку, добывал ценные сведения о противнике, позволившие командованию нанести внезапный удар по противнику и задержать его наступление. 16 мая немецкие войска перешли в наступление, намереваясь перерезать путь отхода советских подразделений на переправы Еникале и Опасное. Контратаковав противника в районе высоты 154,0 (гора Темирова), парашютисты заставили его отступить. В бою заменил собой погибшего командира взвода. Когда позиции десантников были атакованы танковыми подразделениями, лично поджёг три танка при помощи бутылок с горючей смесью, заставив остальные повернуть назад. В рукопашной схватке с немецкой пехотой он лично убил  25 солдат противника, погибнув в бою. Действия Выглазова и его десантников задержали противника, обеспечив эвакуацию на Таманский полуостров. Был похоронен на месте гибели в районе горы Темирова к северо-западу от села Баксы (ныне Глазовка).
Указом Президиума Верховного Совета СССР «О присвоении звания Героя Советского Союза начальствующему и рядовому составу Красной Армии» от 22 февраля 1943 года за «образцовое выполнение боевых заданий командования на фронте борьбы с немецкими захватчиками и проявленными при этом отвагу и геройство» удостоен посмертно высокого звания Героя Советского Союза. Также был награждён орденом Ленина.

## Память
- В его честь названо село Глазовка Ленинского района, Крым[4].
- В честь Выглазова названы школа в Шайдурово и улица в Сузуне[1] организован школьный музей.
- Его имя увековечено на Аллее героев около Монумента Славы в Новосибирске[4].
- В посёлке Сузун одна из улиц названа в честь Выглазова Григория Исаевича[5].
- В селе Шайдурово есть улица Выглазова.